# Hubert Joachim Brouwers
Pour les articles homonymes, voir Brouwers.
Hubert Joachim Brouwers, né à Gronsveld le 18 août 1833 et mort à La Haye le 26 octobre 1892, est un homme politique néerlandais. 

## Biographie
Il est le frère de Joseph Servatius Hubertus Brouwers.

## Mandats et fonctions
- Bourgmestre de Roermond : 1875-1884
- Membre de la seconde Chambre : 1877-1889
- Membre du Conseil d'État : 1889-1892